# فیلم رومن

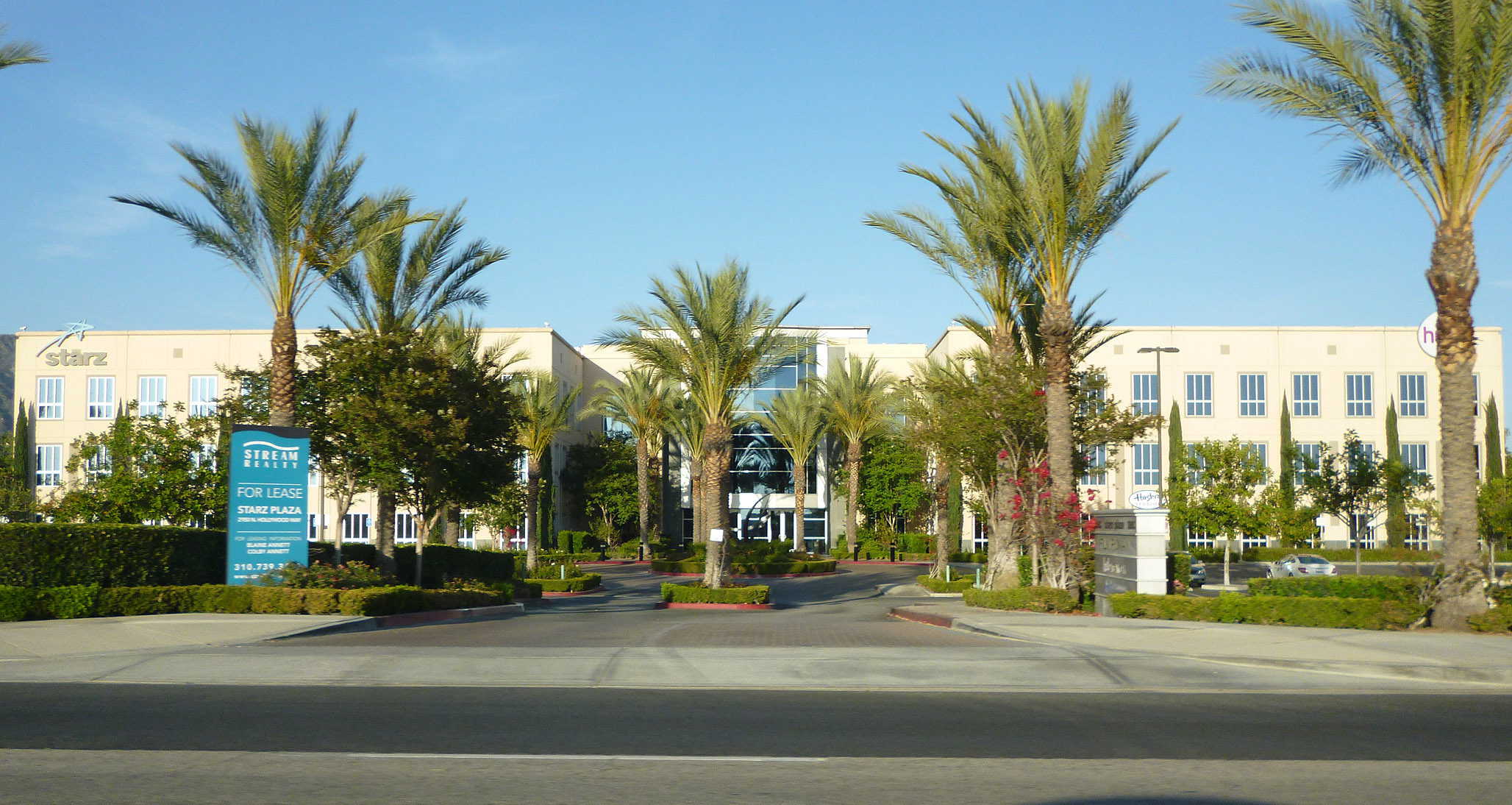
دفتر مرکزی سابق رومان در بوربانک

فیلم رومن (به انگلیسی: Film Roman) یک شرکت مستقل انیمیشن‌سازی آمریکایی است. در ابتدا متعلق به استارز اینس بود، اما اکنون زیر مجموعه لاینزگیت است. این شرکت توسط فیل رومن پویانما و کارگردان ساخته شده‌است. این شرکت بیشتر به خاطر مجموعه تلویزیونی بر اساس شخصیت گارفیلد شناخته شده‌است. این استودیو همچنین سریال‌های انیمیشنی مشهوری همچون سیمپسون‌ها، پادشاه تپه و فامیلی گای را تولید کرده‌است.